# Cabinda
A nu se confunda cu Kabinda, oraș în Republica Democrată Congo
Cabinda este un oraș în Angola, port pe malul oceanului Atlantic. Este reședința provinciei Cabinda. În apropiere, se găsesc rezerve uriașe de petrol.

## Personalități născute aici
- Eduardo Camavinga (n. 2002), fotbalist.